# Mihail Coculescu
Mihail Coculescu (n. 5 septembrie 1943 – d. 27 martie 2016) a fost un medic endocrinolog român, membru corespondent al Academiei Române din 2014.